# Lotnisko wojskowe Smoleńsk-Siewiernyj

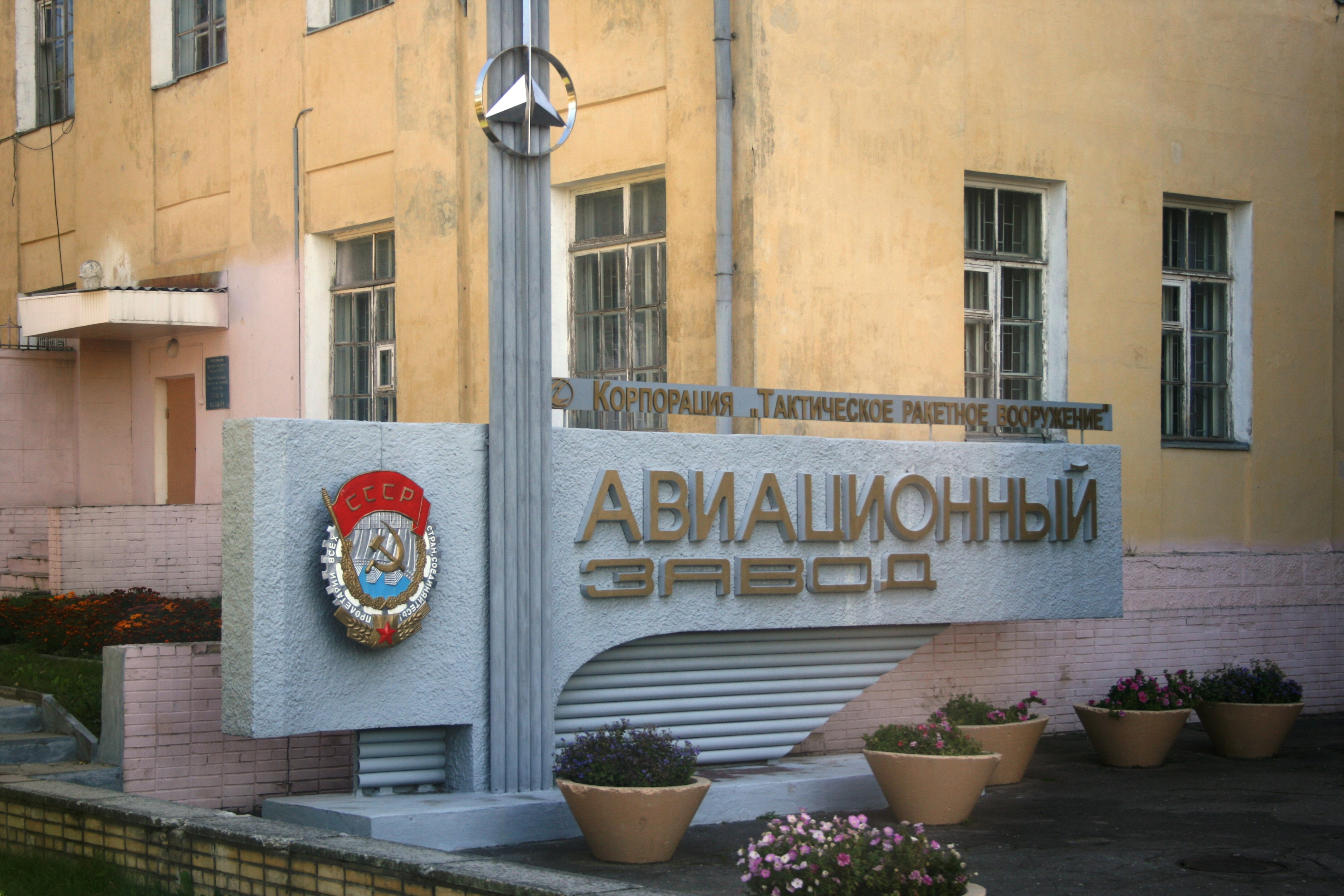
Wejście do Smoleńskiej Fabryki Samolotów obok lotniska. Widoczny Order Czerwonego Sztandaru Pracy

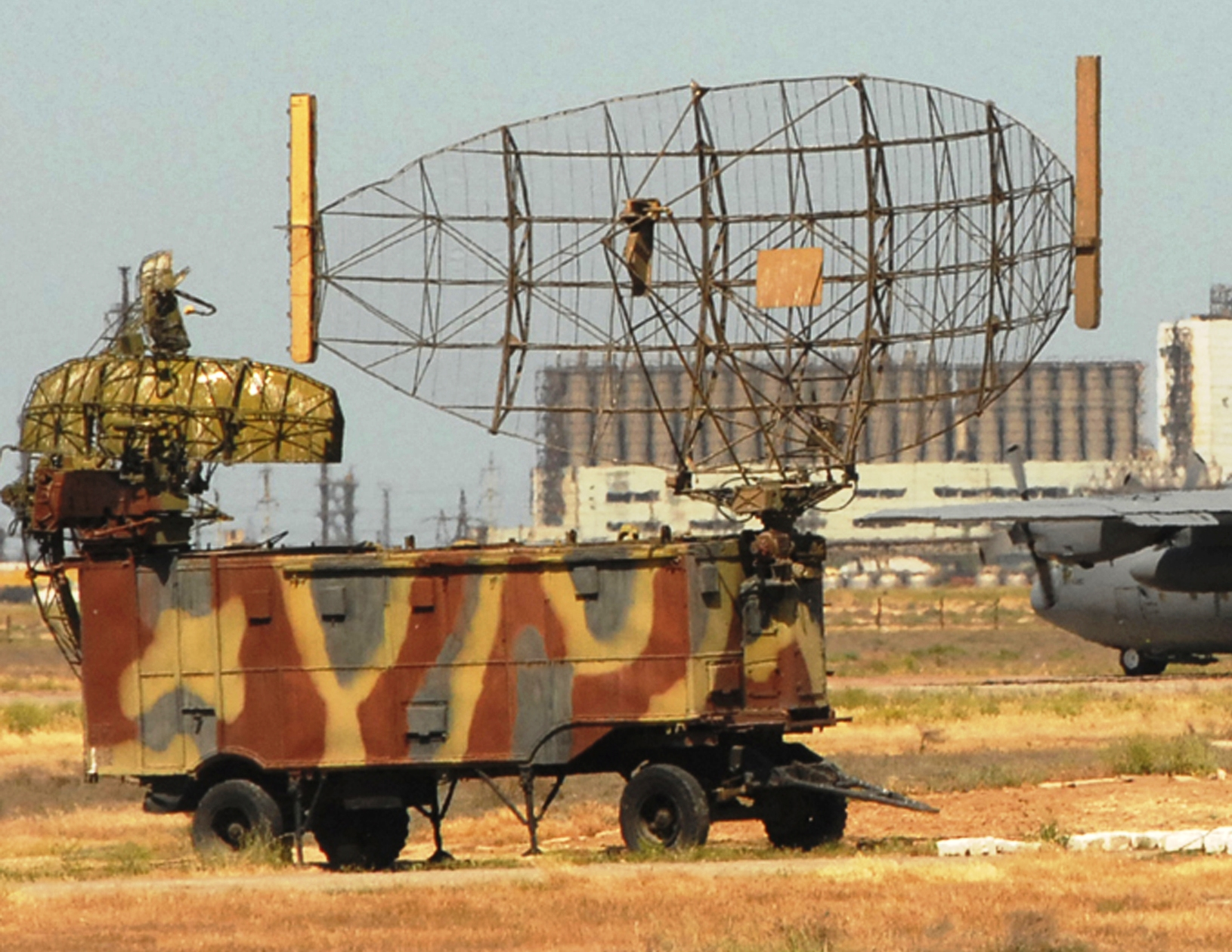
Wojskowy radar typu RSP-6M, zbliżony do modelu wykorzystywanego na lotnisku Smoleńsk-Siewiernyj

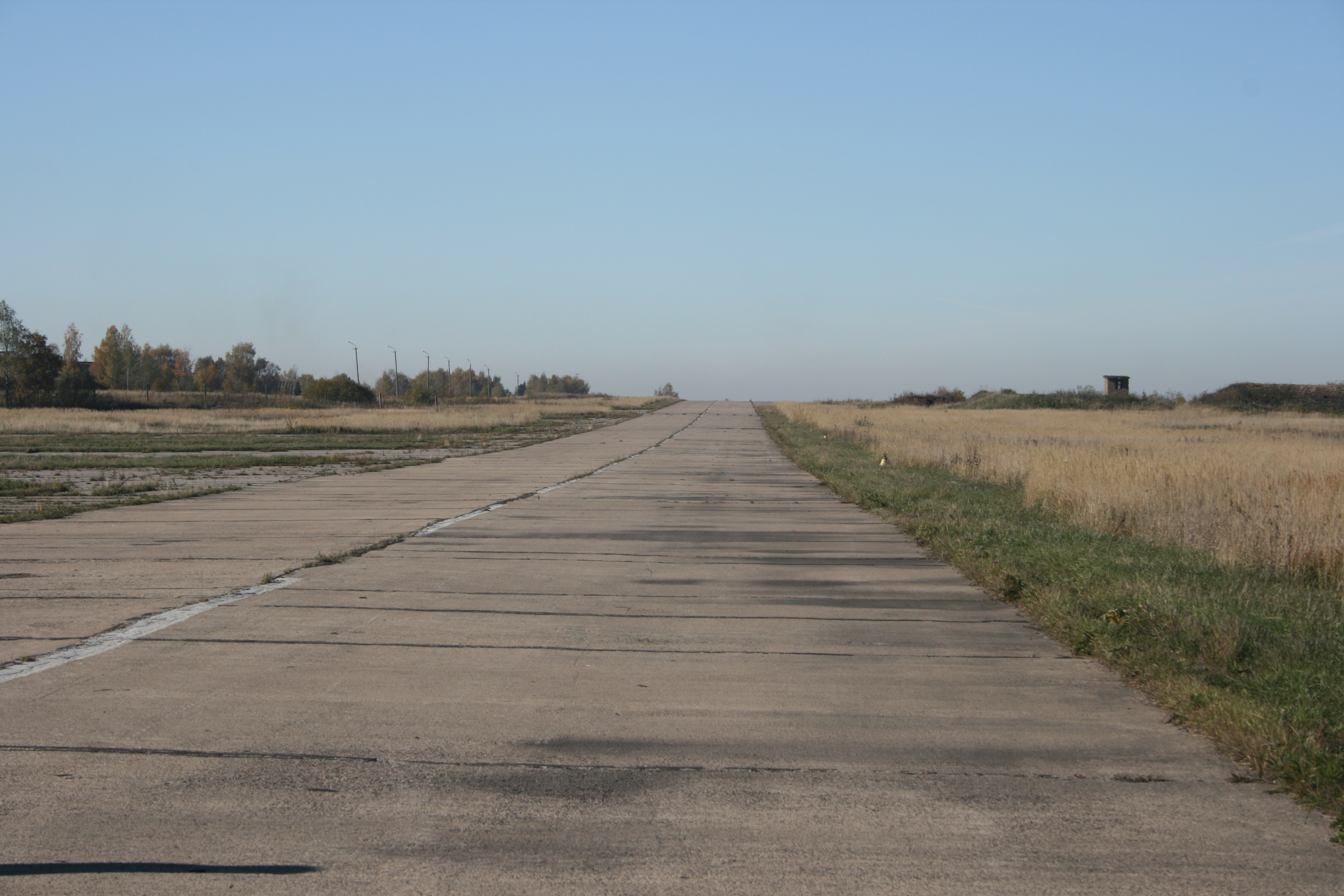
Pas startowy lotniska, 2010

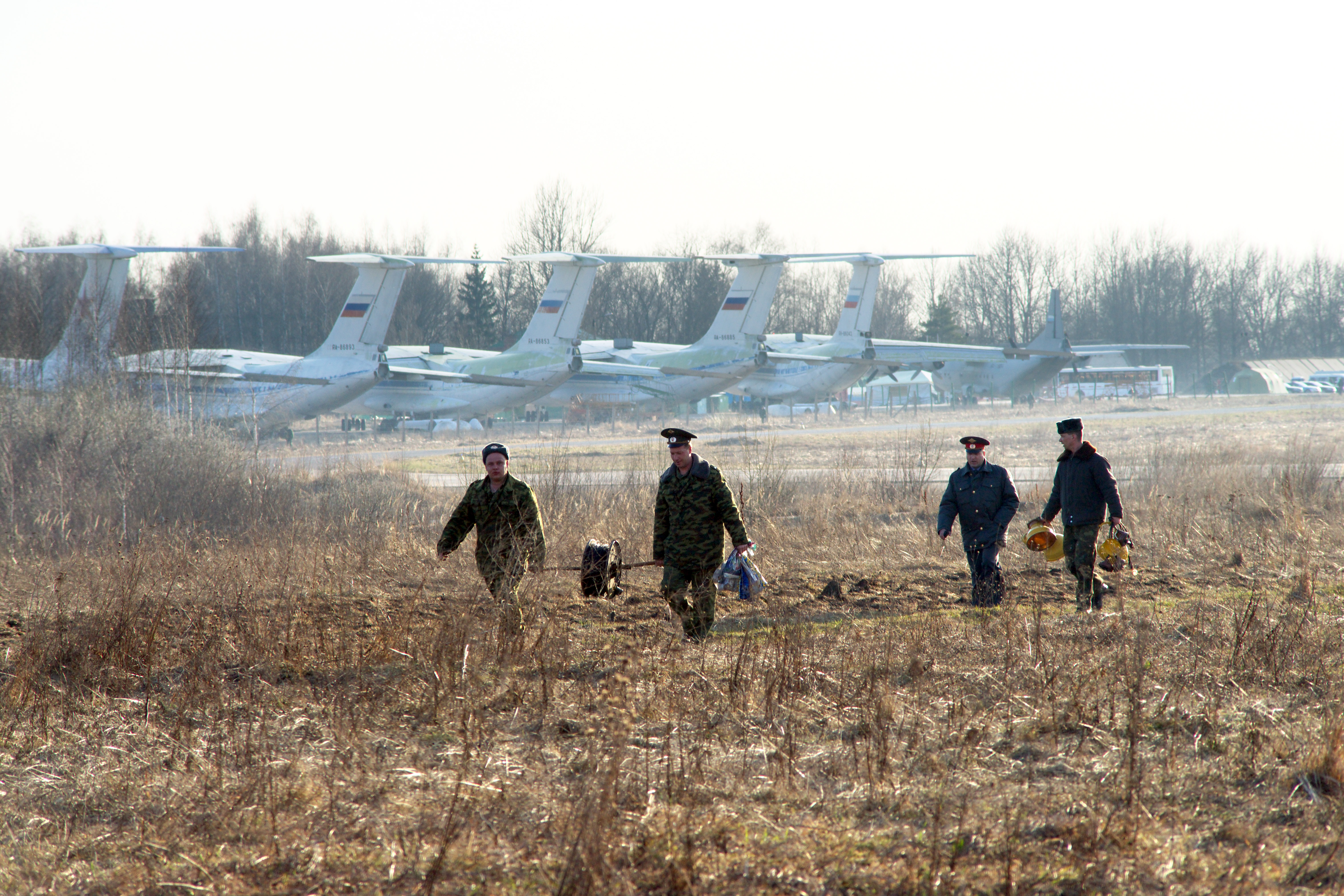
Lotnisko Smoleńsk-Siewiernyj w kwietniu 2010 roku. Na drugim planie wycofane z eksploatacji wojskowe samoloty transportowe

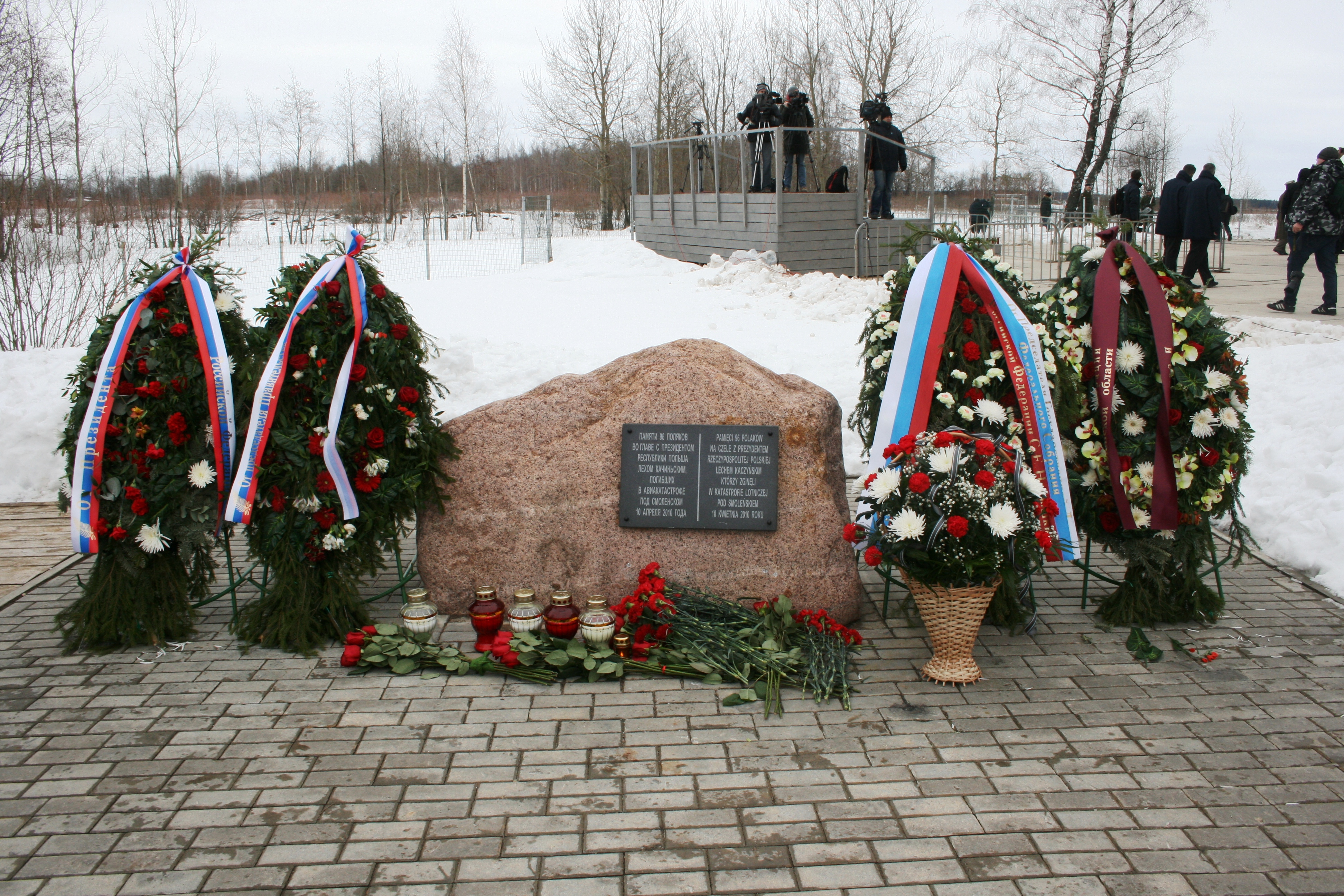
Kamień poświęcony pamięci ofiar katastrofy smoleńskiej na terenie lotniska, kwiecień 2012 roku

Lotnisko wojskowe Smoleńsk-Siewiernyj (Smoleńsk-Północny, ros. военный аэродром Смоленск-Северный) – nieczynne lotnisko w dawnej bazie lotniczej Sił Powietrznych Federacji Rosyjskiej, położone na obrzeżach Smoleńska w Rosji (ok. 3 km na północ od głównego dworca kolejowego w Smoleńsku), na terytorium Moskiewskiego Okręgu Wojskowego, okazjonalnie wykorzystywane do przyjmowania samolotów. W 2010 roku lotnisko Siewiernyj nie było uwzględnione w AIP Federacji Rosyjskiej; władze obwodu smoleńskiego planowały wyremontować obiekt, który miał przyjmować samoloty wojskowe i cywilne.

## Infrastruktura
Na lotnisku Siewiernyj, typowym dla Układu Warszawskiego lotnisku wojskowym o betonowym pasie startowym długim na 2500 m i szerokim na 49 m, do naprowadzania rosyjskich samolotów wojskowych wykorzystywano tzw. radiotechniczny system bliskiej nawigacji, RSBN (ros. радиотехническая система ближней навигации, РСБП), stosowany w Rosji jedynie w lotnictwie wojskowym.
W 2010 roku lotnisko nie posiadało wieży kontroli lotów i kierowanie lotami odbywało się z tzw. punktu startowego dowodzenia (SKP; ros. стартово-командный пункт, СКП). Lotnisko nie było wyposażone w Instrument Landing System (ILS), jedynie w dwie radiolatarnie bezkierunkowe (NDB) typu PAR-10S z markerami E-615.5, umożliwiające lądowanie w kierunku ze wschodu na zachód kursem 259 stopni. Dalsza radiolatarnia prowadząca, numer fabryczny 1004567,  częstotliwość 310 kHz, została wyprodukowana w 1990 roku, a jej marker, numer fabryczny 59278, w 1989 roku; bliższa radiolatarnia prowadząca, numer fabryczny 7643, częstotliwość 640 kHz i jej marker, numer fabryczny 0147,  zostały wyprodukowane w 1981 roku. Radiolatarnie PAR-10S, wytwarzane przez zakłady produkcyjne „Irtysz” w Omsku, znajdowały się na wschodniej stronie pasa startowego i były rozmieszczone: pierwsza w odległości 1050 m od progu pasa, druga w odległości 6280 m. Lokalizacja drugiej radiolatarni w odległości 6280 m od progu pasa była nietypowa, różna od najczęściej stosowanej 4 km (według niektórych źródeł faktyczna odległość między radiolatarniami mogła wynosić 4,5 km). Radiolatarnie PAR-10S oraz markery E-615 były certyfikowane przez Międzypaństwowy Komitet Lotniczy (ros. Межгосударственный авиационный комитет, MAK), organ wykonawczy Wspólnoty Niepodległych Państw.
Lotnisko posiadało radar RSP-6M2 o numerze fabrycznym 9672, wyprodukowany w 1989 roku (rosyjski radar wojskowy wykorzystywany w trudnych warunkach meteorologicznych). Radar był ustawiony ok. 200 metrów na północ od pasa startowego, w równych odległościach 1250 m od progów pasa startowego, oznaczonych liczbami 8 (próg po stronie wschodniej) i 26 (próg po stronie zachodniej).
Odbiornik na pokładzie samolotu potwierdzał przelot nad markerami radiolatarni. Ten system lądowania nazywany jest w Polsce Radiolokacyjnym Systemem Lądowania (RSL), w Rosji systemem RSP (ros. радиолокационная система посадки, РСП), a w krajach anglojęzycznych systemem naziemnej radiolokacyjnej kontroli zbliżenia i lądowania (ang. ground-controlled approach, GCA). 
Oprócz tego lotnisko wyposażone było w kodowo-neonowy sygnalizator świetlny KNS (ros. кодовый неоновый светомаяк, КНС), czyli czerwoną lampę wysyłającą sygnały świetlne z zakodowaną alfabetem Morse’a literą, ustawioną obok bliższej radiolatarni prowadzącej. Do jesieni 2009 roku, gdy rozformowano pułk wojskowego lotnictwa transportowego stacjonujący w Smoleńsku, na lotnisku Siewiernyj znajdował się sprzęt nawigacyjny umożliwiający lądowanie w kierunku z zachodu na wschód; jesienią 2009 roku został on zdemontowany. W kwietniu 2010 roku w kursie lądowania 259 stopni znajdowało się oprzyrządowanie techniki świetlnej SS-1.
Na południowy wschód od lotniska znajdują się warsztaty Smoleńskiej Fabryki Samolotów SmAZ (ros. Смоленский авиационный завод, СмАЗ), która w okresie istnienia ZSRR produkowała m.in. samoloty Jak-18T, zaprojektowane przez Biura Projektowe Jakowlewa (w latach 1973–1983 przeszło 500 sztuk samolotów Jak-18T). W Smoleńskiej Fabryce Samolotów nadal remontuje się samoloty Jak-18T, Jak-40 i Jak-42. Na mocy Rozporządzenia Rządu Federacji Rosyjskiej nr 1034-r z 10 sierpnia 2007 roku lotnisko Siewiernyj uzyskało status tzw. lotniska wspólnego bazowania (ros. аэродром совместного базирования), na którym oprócz samolotów wojskowych mogły bazować również statki powietrzne lotnictwa doświadczalnego znajdujące się w gestii Ministerstwa Przemysłu i Energetyki Federacji Rosyjskiej, należące do zakładów lotniczych w Smoleńsku.

## Historia
Lotnisko powstało w latach 20. XX wieku. W marcu 1943 roku, w czasie II wojny światowej, na lotnisku Siewiernyj członkowie niemieckiego antynazistowskiego ruchu oporu próbowali przeprowadzić zamach na Adolfa Hitlera; w startującym z lotniska samolocie wiozącym Hitlera umieszczono bombę, która jednak nie wybuchła w trakcie lotu. Według opisu polskiego pisarza Józefa Mackiewicza w owym okresie lotnisko Siewiernyj było „ubite z gliny” i przypominało „kort tenisowy”.
Po II wojnie światowej lotnisko Smoleńsk-Siewiernyj z biegiem czasu przekształciło się w lotnisko 1. klasy z pasem startowym długości 2500 m i szerokości 49 m, gdzie możliwe stało się przyjmowanie samolotów o masie powyżej 75 ton. W okresie zimnej wojny, w latach 1951–1991, stacjonowały tu samoloty MiG-23 i Su-27 ze 401 i 871 Pułku Myśliwskiego.
W latach 1946–2009 na lotnisku stacjonował 103 Gwardyjski Krasnosielski Pułk Lotnictwa Transportowego im. Bohatera Związku Radzieckiego W. S. Grizodubowej (ros. 103-й гвардейский Красносельский Краснознамённый военно-транспортный авиационный полк имени Героя Советского Союза В. С. Гризодубовой, tzw. jednostka wojskowa nr 15401, ros. войсковая часть № 15401), wyposażony w samoloty Ił-76M i Ił-76MD. W latach 1998–2009 wchodził on w skład 61 Armii Lotnictwa Transportowego Naczelnego Dowództwa (ros. 61-я воздушная армия Верховного главнокомандования (Военно-транспортная авиация)) ze sztabem w Moskwie. W latach 2006–2009 dowódcą pułku był płk gwardii Nikołaj Jewgienjewicz Krasnokutski, pilot wojskowy 1. klasy. Poza tym w bazie stacjonowały dwie jednostki wojskowe obsługujące pułk – jednostka wojskowa nr 06755 (ros. войсковая часть № 06755), należąca do służb tyłowych i jednostka wojskowa nr 64402 (ros. войсковая часть № 64402). Lotnisko było wykorzystywane jako miejsce składowania i demontażu wojskowych samolotów transportowych Ił-76 przeznaczonych do złomowania.
15 października 2009 roku 103 Gwardyjski Krasnosielski Pułk Lotnictwa Transportowego został rozformowany; samoloty przekazano do baz lotniczych w Orenburgu i Taganrogu (sztandar do bazy w Orenburgu). 70 proc. żołnierzy pułku przeniesiono do innych jednostek (w Twerze, Pskowie, Taganrogu i innych miastach), 30 proc. odeszło do rezerwy a odpowiedzialność za lotnisko przejęła wojskowa komendantura lotnicza (ros. авиационная комендатура) – jednostka wojskowa nr 06755, czyli tzw. batalion materiałowo-technicznego zabezpieczenia lotniska (ros. батальон материального и технического обеспечения аэродрома). W 2010 roku w batalionie tym służyło przeszło 50 oficerów i żołnierzy; monitorowali oni stan pasa startowego i prowadzili prace konserwatorskie (w listopadzie 2009 roku stan osobowy jednostki wojskowej nr 06755 znacznie zmniejszono, zwalniając z niej ok. 90 osób; liczebność jednostki wojskowej nr 064402 również ograniczono). W 2010 roku dowódcą komendantury lotniczej lotniska Siewiernyj (jednostki wojskowej nr 06755) był Siergiej Kokariew, a zastępcą dowódcy ppłk Pawieł Plusnin.
Po rozformowaniu 103 Gwardyjskiego Krasnosielskiego Pułku Lotnictwa Transportowego lotnisko Siewiernyj przyjmowało samoloty nie częściej niż raz w miesiącu, zwykle z wyższymi urzędnikami z Moskwy; z powodu braku na lotnisku własnych służb kontroli ruchu lotniczego, w celu przyjęcia samolotu każdorazowo przyjeżdżała do Smoleńska grupa kontrolerów lotniczych z Tweru (znajduje się tam baza lotnicza Twer-Migałowo, gdzie pierwotnie stacjonowały jednostki 61 Armii Lotnictwa Transportowego Naczelnego Dowództwa i sztab wchodzącej w jej skład dywizji lotniczej, a od 2010 roku znajdowała się 6955 Mginska Baza Lotnicza (ros. 6955-я Мгинская Краснознаменная авиационная база), podlegająca Dowództwu Wojskowego Lotnictwa Transportowego (ros. Командование Военно-транспортной Авиации), powstałemu z przekształcenia 61 Armii Lotnictwa Transportowego).
Do października 2009 roku lotnisko Siewiernyj przyjmowało przede wszystkim wojskowe samoloty transportowe; niekiedy lądowały na nim samoloty z delegacjami państwowymi odwiedzającymi Smoleńsk (np. 17 września 2007 roku, gdy na lotnisku wylądował polski samolot z Prezydentem RP Lechem Kaczyńskim, udającym się wraz z polską delegacją do Katynia). W grudniu 2009 roku minister obrony Rosji Anatolij Sierdiukow wyraził zgodę na zmianę statusu lotniska; sugerował, by administracja obwodu smoleńskiego opracowała odpowiednią koncepcję; obiekt planowano przekształcić w cywilne lotnisko towarowe. 5 kwietnia 2010 roku zatwierdzono akt przeglądu technicznego lotniska Siewiernyj; wynikało z niego, że jest ono gotowe do przyjmowania specjalnych rejsów samolotów Jak-40 i Tu-154 kursem 259 stopni przy minimum pogody 100 m (podstawa chmur) i 1000 m (widzialność).
Po zamknięciu cywilnego portu lotniczego Smoleńsk-Jużnyj, w którym regularne loty zakończyły się w 1991 roku, jest to jedyne lotnisko w Smoleńsku zdolne do przyjmowania większych samolotów.

### Wypadki i incydenty lotnicze

#### Katastrofa polskiego Tu-154
10 kwietnia 2010 roku na lotnisku Siewiernyj uległ katastrofie samolot Tu-154M nr 101 z Prezydentem RP Lechem Kaczyńskim i polską delegacją udającą się do Katynia na obchody 70. rocznicy zbrodni katyńskiej. Wszyscy obecni na pokładzie zginęli. W dniach 14–19 kwietnia 2010 zebrane szczątki samolotu TU-154M przetransportowano na płytę lotniska, gdzie ułożono je w skali rzeczywistej i rozpoczęto ich badania. W późniejszym okresie szczątki przeniesiono na plac w dawnej bazie remontowej w odległości kilku kilometrów od miejsca katastrofy, na terenie wojskowym i chronionym przez wojsko. 6 października 2010 roku szczątki, składowane od kwietnia 2010 roku na wolnym powietrzu, zostały przykryte brezentową płachtą i ogrodzone metalowym płotem o wysokości trzech metrów.
Po katastrofie w rejonie lotniska dokonano masowej wycinki drzew mogących stwarzać zagrożenie dla bezpieczeństwa lotów. W grudniu 2011 roku zespół polskich biegłych zbadał na zlecenie Wojskowej Prokuratury Okręgowej w Warszawie miejsce katastrofy oraz tzw. „brzozę smoleńską” rosnącą w 2010 roku w rejonie lotniska, z którą miał się zderzyć samolot Tu-154.

#### Inne wypadki i incydenty
Według niepotwierdzonych doniesień mediów ok. 2000 roku w rejonie lotniska miał się rozbić rosyjski wojskowy samolot transportowy Ił-76 należący do 103 Gwardyjskiego Krasnosielskiego Pułku Lotnictwa Transportowego, podchodzący do lądowania w gęstej mgle kursem 259 stopni. Katastrofa ta nie jest odnotowana w bazach danych obejmujących wypadki samolotów Ił-76.

#### Incydenty lotnicze w dniu 10 kwietnia 2010
Oprócz katastrofy polskiego samolotu Tu-154M nr boczny 101 w dniu 10 kwietnia 2010 roku na lotnisku Siewiernyj doszło do dwóch incydentów lotniczych, z udziałem polskiego samolotu Jak-40 i rosyjskiego samolotu Ił-76MD.

##### Lądowanie polskiego samolotu Jak-40
10 kwietnia 2010 roku, na kilkadziesiąt minut przed katastrofą polskiego Tu-154M, na lotnisku Siewiernyj wylądował polski samolot Jak-40 numer boczny 044 z dziennikarzami na pokładzie, należący do 36 Specjalnego Pułku Lotnictwa Transportowego, wykonujący lot PLF 031 z Warszawy do Smoleńska. Dowódcą maszyny był por. pil. Artur Wosztyl. Lądowanie samolotu Jak-40 nastąpiło o godz. 9:15 ówczesnego czasu moskiewskiego (godz. 7:15 czasu polskiego) przy widzialności 1000 m i dolnej podstawie zachmurzenia 150 m. O godz. 9:06 ówczesnego czasu moskiewskiego (godz. 7:06 czasu polskiego) oficjalne dane na temat widzialności określały ją na 2000 m. Według analiz przeprowadzonych w późniejszym okresie widzialność w chwili lądowania samolotu Jak-40 mogła nie przekraczać 500 m, a podstawa chmur 60 m. W czerwcu 2010 roku wojskowa komisja badająca incydent ustaliła, że warunki pogodowe w momencie lądowania samolotu Jak-40 pozwalały na lądowanie, a piloci mieli do tego uprawnienia i nie złamali żadnych minimów. Po dalszych badaniach, 25 lutego 2011 roku Naczelna Prokuratura Wojskowa poinformowała, że do prokuratury wojskowej wpłynęło zawiadomienie dowódcy Sił Powietrznych RP gen. broni pil. Lecha Majewskiego o podejrzeniu popełnienia przestępstwa przez załogę Jaka-40. W zawiadomieniu wskazano, iż w toku badania tego incydentu ustalono, iż załoga Jaka-40 wykonała lądowanie w warunkach atmosferycznych poniżej minimalnych, do których była wyszkolona, czym mogła naruszyć przepisy wykonywania lotów. Incydent lotniczy z udziałem samolotu Jak-40 był badany przez komisję polskich Sił Powietrznych; załoga samolotu odwołała się od ustaleń tej komisji do Inspektoratu ds. Bezpieczeństwa Lotów Sztabu Generalnego Wojska Polskiego, lecz odwołanie zostało odrzucone.
W 2011 roku rzecznik dyscyplinarny 36 Specjalnego Pułku Lotnictwa Transportowego uniewinnił por. pil. A. Wosztyla, dowódcę samolotu Jak-40, uznając, że decyzja o lądowaniu nie zapadła poniżej 100 metrów wysokości i że pilot nie złamał żadnych procedur; decyzja o uniewinnieniu w postępowaniu dyscyplinarnym uprawomocniła się.

##### Dwa nieudane podejścia do lądowania rosyjskiego samolotu Ił-76MD
10 kwietnia 2010 roku po godz. 9:00 ówczesnego czasu moskiewskiego (godz. 7:00 czasu polskiego) rosyjski samolot Ił-76MD nr boczny RA-78817, należący do Sił Powietrznych Federacji Rosyjskiej, przed 2010 rokiem na stanie 103 Gwardyjskiego Krasnosielskiego Pułku Lotnictwa Transportowego w Smoleńsku, wykonał na lotnisku Siewiernyj dwa nieudane podejścia do lądowania w warunkach pogodowych poniżej minimum lotniska (widzialność pozioma ok. 600 m przy pierwszym podejściu i ok. 300 m przy drugim podejściu, widzialność pionowa poniżej 50 m). Pierwsze podejście zostało przerwane nad samym pasem na niebezpiecznie małej wysokości (końcówka skrzydła znajdowała się według świadków na wysokości ok. 3–4 metrów w odniesieniu do płaszczyzny drogi startowej). W trakcie drugiego podejścia samolot wyszedł z lewej strony drogi startowej na wysokości kilku metrów nad obwałowaniem znajdującym się przy płycie postojowej. Dowódcą samolotu był mjr Oleg Frołow. Z zapisu rozmów na stanowisku kierowania lotami wynikało, że manewry samolotu Ił-76 wywołały przerażenie członków grupy kierowania lotami obecnych na stanowisku dowodzenia. O godz. 9:39 ówczesnego czasu moskiewskiego (godz. 7:39 czasu polskiego) samolot Ił-76 został odesłany na lotnisko Wnukowo. Według doniesień mediów samolot Ił-76MD nr 78817 nadleciał z lotniska Wnukowo i jego macierzystą jednostką był pierwotnie 708 Gwardyjski Kerczeński Pułk Lotnictwa Transportowego w bazie lotniczej w Taganrogu (ros. 708-й гвардейский Керченский военно-транспортный авиаполк) (w 2009 roku bazę w Taganrogu przekształcono w 6958 Bazę Lotniczą (ros. 6958-я авиационная база), podlegającą Dowództwu Wojskowego Lotnictwa Transportowego (ros. Командование Военно-транспортной Авиации), a w 2010 roku włączono ją do składu 6955 Mginskiej Bazy Lotniczej w Twerze).

## Procedury obowiązujące na lotnisku
Według doniesień mediów, opartych na zeznaniach oficerów rosyjskich Sił Powietrznych, w 2010 roku na lotnisku Siewiernyj kierowanie lotami odbywało się zgodnie z „Federalnym Regulaminem Lotnictwa Państwowego” zatwierdzonym rozkazem Ministra Obrony Narodowej Federacji Rosyjskiej Nr 275 z 2004 roku. W przypadku przyjmowania samolotu z ważną osobistością na pokładzie (w terminologii polskiej lot o tzw. statusie HEAD, w terminologii rosyjskiej o tzw. statusie „litiernyj”, ros. литерный), zgodnie z procedurami obowiązującymi w Rosji w trakcie podchodzenia do lądowania wykonywano zdjęcia z ekranów podejścia – radiolokatorów; służyła do tego specjalna aparatura rejestrująca.